# رشيد الابي
رشيد الابي (بالإنجليزية: Rasheed Alabi)‏ (9 يناير 1986 بكادونا في نيجيريا - ) هو لاعب كرة قدم نيجيري في مركز الدفاع. شارك مع منتخب نيجيريا لكرة القدم. أما مع النوادي، فقد لعب مع نادي أومونيا ونادي ليتشويس ودوكسا كاتوكوبياس ‏ ونادي بافوس.

## وصلات خارجية
- رشيد الابي على موقع قاعدة بيانات كرة القدم.إي يو (الإنجليزية)
- رشيد الابي على موقع Soccerway.com (الإنجليزية)